# Qualitäts Management Center im Verband der Automobilindustrie

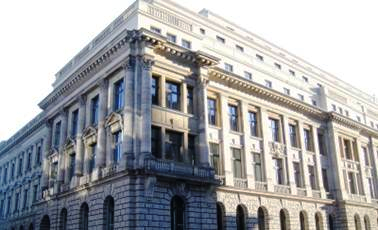
VDA QMC in Berlin

Das Qualitäts Management Center im Verband der Automobilindustrie e.V. (QMC) ist eine Einrichtung der deutschen Automobilhersteller und ihrer Zulieferer. Gegründet wurde der Verein am 1. August 1997, angesiedelt ist es beim Verband der Automobilindustrie (VDA) mit Sitz in Berlin.

## Organisation und Aufgaben
Aufgabe des QMC sind Entwicklung neuer Systeme und Methoden innerhalb der automotiven Wertschöpfungskette, Gestaltung von kompletten Qualitätsmanagementsystemen und die Erarbeitung von Neuerungen und Standards.
Gesteuert werden die Entwicklungen des QMC vom Qualitätsmanagement-Ausschuss. Dieser Ausschuss ist das oberste Gremium für Qualitätsmanagement der Automobilindustrie. Er setzt sich aus den Mitgliedsfirmen zusammen und gibt die Ausrichtung des VDA-QMC vor. Hier werden Hersteller und Zulieferer zu gleichen Teilen durch ihre Qualitätsmanagement-Leiter vertreten, als auch der VDA selbst durch einen Geschäftsführer.

### Das Fachreferat
Hauptaufgaben des Fachreferats sind Steuerung der VDA-QMC-Arbeitskreise sowie die Überwachung der VDA-QMC-Regelwerke.
2011 arbeiten 25 Arbeitskreise an unterschiedlichen QM-Themen, beispielsweise um zukunftsweisende Standards zu erarbeiten und bestehende zu aktualisieren.
Die deutsche Automobilindustrie hat die in der ISO 9001 festgelegten Anforderungen weiterentwickelt und in den Regelwerken VDA 6.1, VDA 6.2 und VDA 6.4 dokumentiert. Beim Nachweis der Konformität dieser Regelwerke können von zugelassenen Zertifizierungsgesellschaften Zertifikatsergänzungen erstellt werden. Das VDA-QMC-Fachreferat überwacht diese Aktivitäten und nimmt dabei die folgenden Aufgaben wahr:
1. Einführung und Weiterentwicklung der VDA-Regelwerke
2. Zulassung und Überwachung der Zertifizierungsgesellschaften
3. Zulassung und Überwachung von Third-Party-Auditoren
4. Zusammenarbeit mit den Erstausrüstern zur Sicherung der Qualität entlang der automotiven Lieferkette
5. Entwicklung und Pflege der VDA-6.x-Datenbank mit strategischen Informationen zur Überwachung und Steuerung der VDA-6.x-Regelwerke

### VDA-QMC-Oversight-Büro
Zur Steuerung des operativen Geschäfts der International Automotive Task Force (IATF) wurden die „legal entities“ eingerichtet, die gleichzeitig verbindliche Vertragspartner der Zertifizierungsgesellschaften sind.
Aufgaben
- Einführung und Überwachung des IATF 16949-Zertifizierungsverfahrens
- Koordination mit den übrigen Oversight-Büros, um weltweite Einheitlichkeit des IATF-16949-Zertifizierungsverfahrens zu gewährleisten
- Unterstützung der IATF in den Harmonisierungsbestrebungen mit weiteren Automobilherstellern
- Entwicklung und Aufrechterhaltung einer zentralen IATF-Datenbank mit strategischen Informationen zur Überwachung und Steuerung der weltweiten IATF 16949

### Aus- und Weiterbildung
Die in den Arbeitskreisen erarbeiteten Inhalte werden in branchenspezifischen Qualitätsmanagement-Schulungen an die Mitarbeiter der Automobilindustrie weitergegeben. Mitarbeiter und Berater erarbeiten den Lehrstoff selbst und können ihn damit aus erster Hand vermitteln und weitergeben.